# Bataille de La Croix-Avranchin (30 décembre 1795)
Pour les articles homonymes, voir Bataille de La Croix-Avranchin.
Chouannerie
Batailles
- Liffré
- 1re Argentré
- Expédition de Quiberon
- Plouharnel
- Quiberon
- Segré
- 1er Rocher de La Piochais
- La Ceriseraie
- La Cornuaille
- 1re La Croix-Avranchin
- La Vieuville
- Boucéel
- 1re Saint-James
- 2e Rocher de La Piochais
- 2e La Croix-Avranchin
- Auverné
- Andigné
- Croix-Couverte
- Tinchebray
- L'Auberge-neuve
- Locminé
- Saint-Hilaire-des-Landes
- Val de Préaux
- Le Grand-Celland
- 2e Argentré
- Noyant-la-Gravoyère
- La Hennerie
- Saint-Aubin-du-Cormier
- Le Mans
- Nantes
- Saint-Brieuc
- Le Lorey
- Mont-Guéhenno
- La Tour d'Elven
- 2e Saint-James
- Les Tombettes
- Pont du Loc'h

La deuxième bataille de La Croix-Avranchin a lieu le 30 décembre 1795 lors de la Chouannerie. Elle s'achève par la victoire des chouans qui mettent en déroute une colonne républicaine venue d'Avranches pour ravitailler le bourg patriote de Saint-Georges-de-Reintembault.

## Prélude
En décembre 1795, le bourg patriote de Saint-Georges-de-Reintembault est assiégé par les chouans du général Aimé Picquet du Boisguy, chef de l'armée royale de Rennes et de Fougères. Le 21 décembre, une colonne sort de Fougères pour tenter de venir en aide aux assiégés, mais elle est écrasée au Rocher de La Piochais, entre Landéan et Louvigné-du-Désert.
Après plusieurs sollicitations, le général Delaunay, commandant à Avranches, décide à son tour d'envoyer des secours à Saint-Georges. Entre le 24 et le 26 décembre,,,,, il fait sortir une colonne commandée par l'adjudant-général Richou — ou Richon — pour escorter un convoi de munitions,,. Informé de ce mouvement, Boisguy demande à son second, Auguste Hay de Bonteville, de venir le rejoindre avec ses troupes, mais ce dernier est ralenti par de fortes pluies. Les chouans laissent alors passer le convoi qui entre à Saint-Georges sans rencontrer de résistance.
La colonne d'Avranches reste quelques jours à Saint-Georges-de-Reintembault, puis elle s'engage sur le chemin du retour au matin du 30 décembre,. Un premier accrochage a lieu près de Saint-James, où un petit groupe de chouans est mis en fuite en laissant un mort derrière lui,. De son côté, Boisguy décide cette fois de tenter une embuscade et prend position entre Pontaubault et Saint-James,. Son second, Bonteville, reste en réserve avec sa colonne au village du Bois, entre La Croix-Avranchin et Saint-Benoît-de-Beuvron,.

## Forces en présence
Selon les rapports du général Delaunay et du district d'Avranches, la colonne républicaine est forte de 800 volontaires,. Elle est sous les ordres de l'adjudant-général Richou — ou Richon,. Les chouans sont d'après Delaunay « plus du quadruple »,.
Dans ses mémoires, l'officier chouan Toussaint du Breil de Pontbriand, indique qu'Aimé Picquet du Boisguy est à la tête de la colonne du Centre de la division de Fougères et de quelques compagnies normandes, tandis que son second, Auguste Hay de Bonteville, dirige la colonne « Brutale » de la division de Fougères, forte de 1 200 hommes,. Pontbriand porte les forces républicaines à 2 000 hommes, mais ne fixe pas précisément l'effectif total des chouans,. D'après lui ces derniers étaient 2 800 lors de la deuxième bataille du Rocher de La Piochais, livrée neuf jours plus tôt,.

## Déroulement
Le déroulement de ce combat est principalement connu par les mémoires de l'officier chouan Toussaint du Breil de Pontbriand. Celui-ci le place en avril 1796, mais les sources républicaines donnent la date du 9 nivôse an IV (30 décembre 1795).
D'après son récit, la rencontre entre les chouans et les républicains se produit de manière fortuite près des villages de la Croisette, Touchegate,  l'Épine et du Bois, à Saint-Benoît-de-Beuvron, à une lieue au nord de Saint-James,,,. Le combat s'engage au croisement des routes de Saint-James au sud à Avranches au nord et de La Croix-Avranchin à l'ouest à Saint-Benoît-de-Beuvron à l'est,. 
Retardé à son tour par le mauvais temps, Boisguy rencontre l'avant-garde républicaine sur la grande route avant d'avoir eu le temps de faire embusquer ses hommes. Peu nombreux, les patriotes s'enfuient presque sans combattre en direction du nord, vers Pontaubault. Les Normands et une partie des Bretons de la colonne du Centre se lancent alors à leur poursuite. Seuls 600 hommes restent en arrière avec Boisguy. 
Selon Pontbriand, Boisguy ignore totalement à quelle troupe il a affaire. D'après les informations prises auprès d'un paysan, il pense d'abord combattre l'arrière-garde de la colonne d'Avranches, mais il finit par douter de ses renseignements et donne l'ordre de rappeler ses troupes. 
Le gros de la colonne d'Avranches fait alors son apparition au sud, par Saint-James. En un quart d'heure, elle met en déroute les hommes de Boisguy qui s'enfuient en direction de La Croix-Avranchin. Les républicains se lancent à leur poursuite, mais ils se dispersent à leur tour. 
Bonteville arrive alors en renfort du côté de La Croix-Avranchin avec ses 1 200 hommes. Il divise sa colonne en trois détachements, menés par lui-même, Saint-Gilles et Boismartel ou Chalus, et engage le combat près du village du Bois. Les républicains résistent, mais ils doivent encore subir la contre-attaque de Boisguy, qui a rallié ses troupes à l'intérieur du bourg de La Croix-Avranchin, puis celle des Normands, menés par Dauguet, revenus de leur poursuite du côté de Pontaubault.
Après deux heures de combats, les républicains se replient sur la ville de Pontorson, à l'ouest,,,. Dans la soirée, un courrier informe Avranches de la défaite de la colonne de Richou,.

## Pertes
Les sources républicaines et royalistes ne s'accordent par sur les pertes qui semblent avoir été exagérées des deux côtés.
Dans un bref rapport adressé au district d'Avranches le lendemain du combat, le général Delaunay affirme que 200 chouans ont été tués au cours de l'affrontement, tandis que les pertes des républicains sont de « trois quarts moins »,,. Le 5 janvier 1796, une députation de la Manche indique également dans un courrier, qu'« une cinquantaine de braves républicains [...] perdirent la vie lors de cette journée ».
Selon Toussaint du Breil de Pontbriand, les républicains laissent 1 200 hommes sur le champ de bataille,, tandis que les pertes des chouans sont de 35 tués et d'environ 80 blessés,,,.
Le livre paroissial de Saint-Benoît-de-Beuvron fait une courte mention de ce combat dans laquelle il indique que « les pertes furent considérables de part et d'autre ».
Les registres de La Croix-Avranchin notent également la mort de deux laboureurs, tués par la troupe républicaine.
En 1895, le chanoine Ménard, membre de la Société académique du Cotentin, écrit : « Le combat eut lieu, comme nous l'avons dit, sur le chemin de Saint-Benoit à la Croix-Avranchin. Un vieillard nous a raconté, d'après un témoin oculaire, que, le soir du combat, on enterra cent ou cent cinquante bleus dans le champ appelé les Douaires, situé sur le bord de la route, à la hauteur du village du Bois. On avait fait dans la longueur de ce champ, qui mesure environ un hectare, ce qu'on appelle vulgairement dans le pays un patoure, c'est-à-dire une tranchée formant haie et fossé, pour parquer un troupeau de moutons. On élargit et on creusa plus profondément le fossé, dans lequel furent déposés les cadavres. On trouve aussi, paraît-il, de nombreux ossements dans les champs situés de l'autre côté de la route, en face celui des Douaires »,. En 1889, l'historien normand Léon de La Sicotière écrit : « On voyait encore, il n'y a pas longtemps, la trace des fosses où avaient été enterrées les victimes de deux partis »,,.